# Informatisation

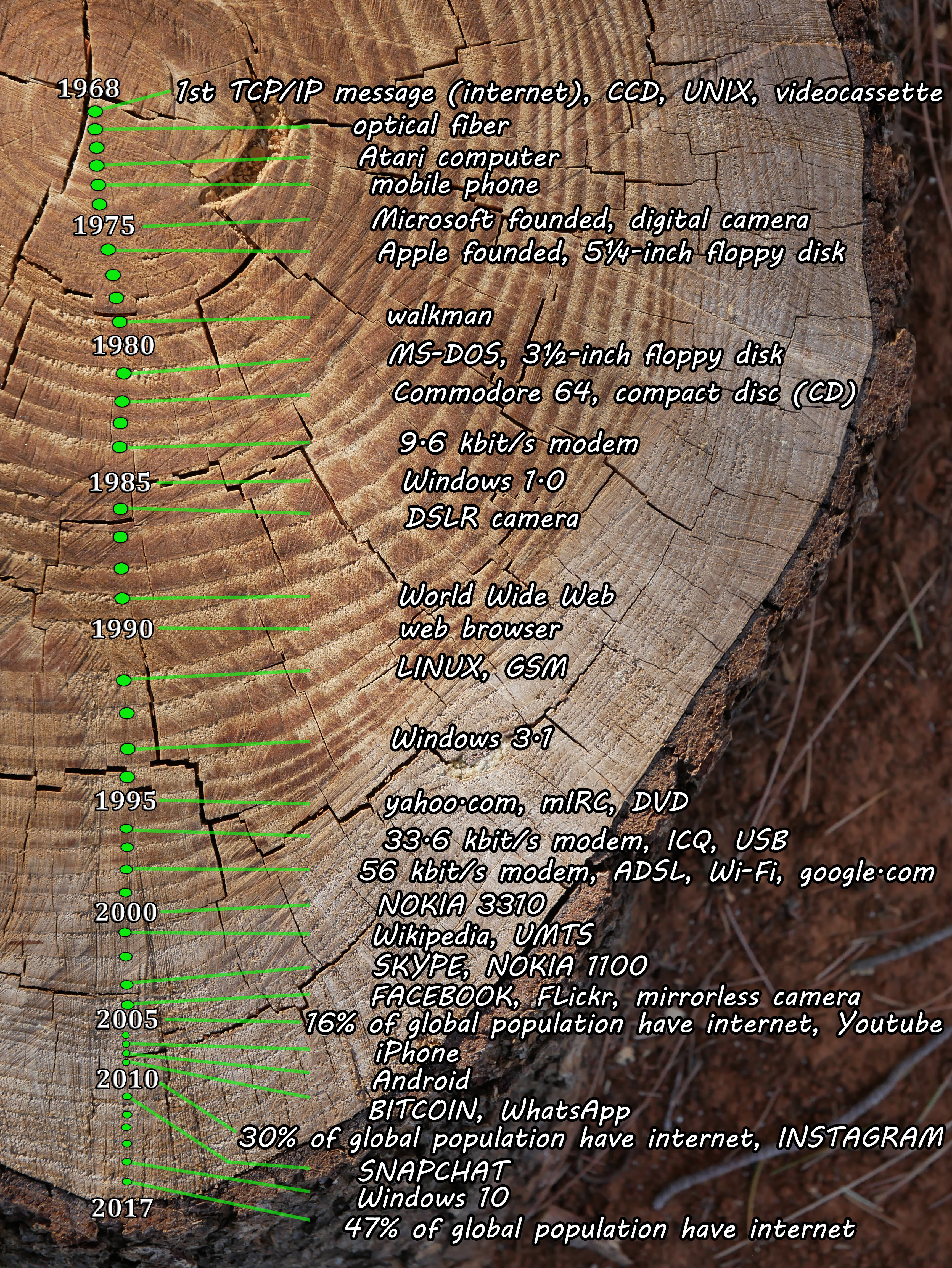
Evolution de l'informatisation mondiale

Le terme informatisation peut désigner :
- une évolution de la société, au cours de laquelle la pénétration et le nombre d'ordinateurs, d'applications logicielles et la quantité de matériels informatiques utilisés par ses acteurs, aussi bien civils que militaires, augmentent continuellement ;
- le processus concret de transformation d’un certain système analogique de traitement de l’information (ex. archives papier) à un système informatisé (numérique).

## Éléments historiques
Après les débuts de l’informatique dans les années 1950 et 1960, a eu lieu dans les années 1970 et 1980 le développement des grands systèmes. Puis, dans les années 1990, se sont développés la microinformatique et le système ouvert (basé sur Unix). Depuis la fin des années 1990 et dans les années 2000, le monde entier connaît un fort développement d'internet, de la dématérialisation et de la production des biens immatériels.

## Enjeux et impacts
L'informatisation, au sein des entreprises, peut conduire à d'importants gains de productivité, mais aussi à une amélioration de la qualité, éventuellement après une dématérialisation des documents. En fonction des modèles employés, l'informatisation peut conduire à certaines dérives productivistes (situation observée dans les années 1970 et 1980), mais elle peut aussi être un bon outil de gestion de la qualité (notamment avec internet).
L'informatisation peut avoir des conséquences variées en matière de développement durable. Par ailleurs, plusieurs études ont été réalisées pour analyser l'impact de l'informatisation sur l'emploi, sans permettre de déterminer définitivement s'il est positif ou négatif.